# 地形断面図

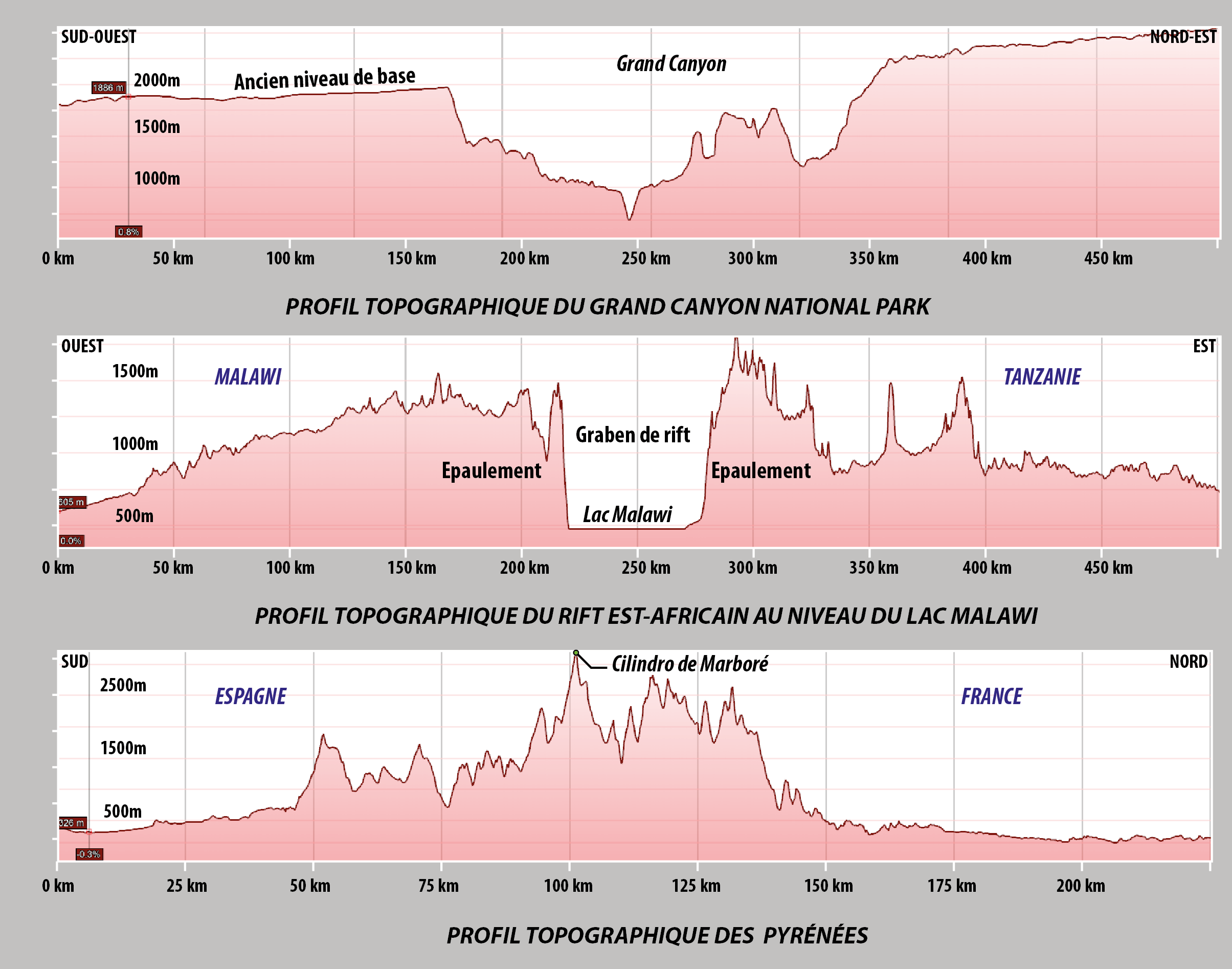
上からグランド・キャニオン国立公園・マラウイ湖・ピレネー山脈の地形断面図

地形断面図（ちけいだんめんず、英語: topographic profile, geometric section）とは、地形を鉛直に切断したときの断面を図化したものである。
地形断面図は、直線断面をもとに作成する場合と、曲線断面をもとに作成する場合の2つがある。

## 直線断面図
直線断面図は、地形断面図の中で最も一般的なものである。
断面図を作成する場合、まず、断面図を作成したいところについて、地形図上で直線ABを設定する。次に、それぞれの等高線と直線ABの交点について、直線ABの端（すなわち点Aまたは点B）からの距離と、その地点での標高を読み取っていく。そして、方眼紙に水平距離と標高（垂直距離）のデータをプロットする。最後に、プロットされた点をもとに点どうしを曲線でつなぐことで断面図をかくことができる。なお、傾斜をわかりやすくするために、基本的には垂直縮尺を水平縮尺より大きく設定して断面図をかく。

## 曲線断面図
曲線断面図は、河川など、曲線をなすものに沿って作成された断面図である。
曲線と等高線の交点について、それぞれ曲線部分の長さと標高を読み取り、方眼紙にプロットし、それらの点を曲線でつないでいくことで作成できる。なお、曲線部分の長さはキルビメーターで測定することができる。

## 意義
地形図の読図のうえで、特に初学者にとって等高線を把握することは難しいが、地形断面図を作成することで、地形図中の等高線について理解しやすくなる。